# أندرو سترونغ
أندرو سترونغ (بالإنجليزية: Andrew Strong)‏ (و. 1973  م) هو مغني، وممثل أفلام أيرلندي، ولد في دبلن.

## وصلات خارجية
- أندرو سترونغ على موقع IMDb (الإنجليزية)
- أندرو سترونغ على موقع ميوزك برينز (الإنجليزية)
- أندرو سترونغ على موقع أول ميوزيك (الإنجليزية)
- أندرو سترونغ على موقع ديسكوغز (الإنجليزية)

- أندرو سترونغ في قاعدة بيانات الأفلام على الإنترنت